# Verità

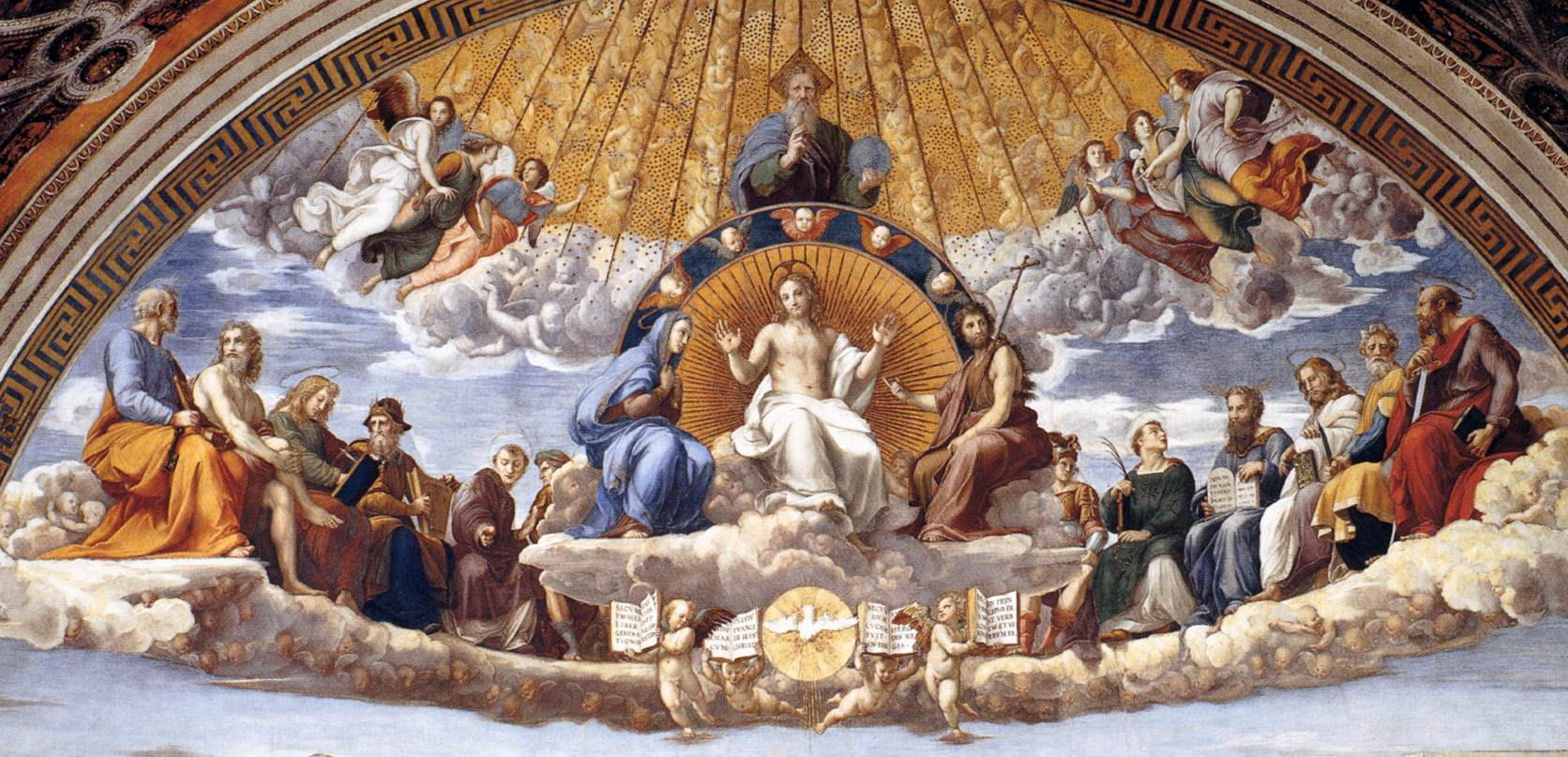
La Disputa del Sacramento, allegoria del Vero ad opera di Raffaello, che accompagna le rappresentazioni iconografiche del Buono e del Bello nella Stanza della Segnatura ai Musei Vaticani.

Con il termine verità (in latino veritas; in greco antico: ἀλήθεια?, aletheia) si indica il senso di accordo o di coerenza con un dato o una realtà oggettiva, o la proprietà di ciò che esiste in senso assoluto e non può essere falso.
I principali argomenti di dibattito riguardano da un lato la definizione e l'identificazione della verità, secondo cioè una prospettiva ontologica, dall'altro i criteri per conseguire tale verità, attinenti piuttosto all'ambito gnoseologico. Quest'ultimo può coinvolgere anche l'aspetto etico, essendo collegato con l'esigenza di onestà intellettuale, buona fede e sincerità.

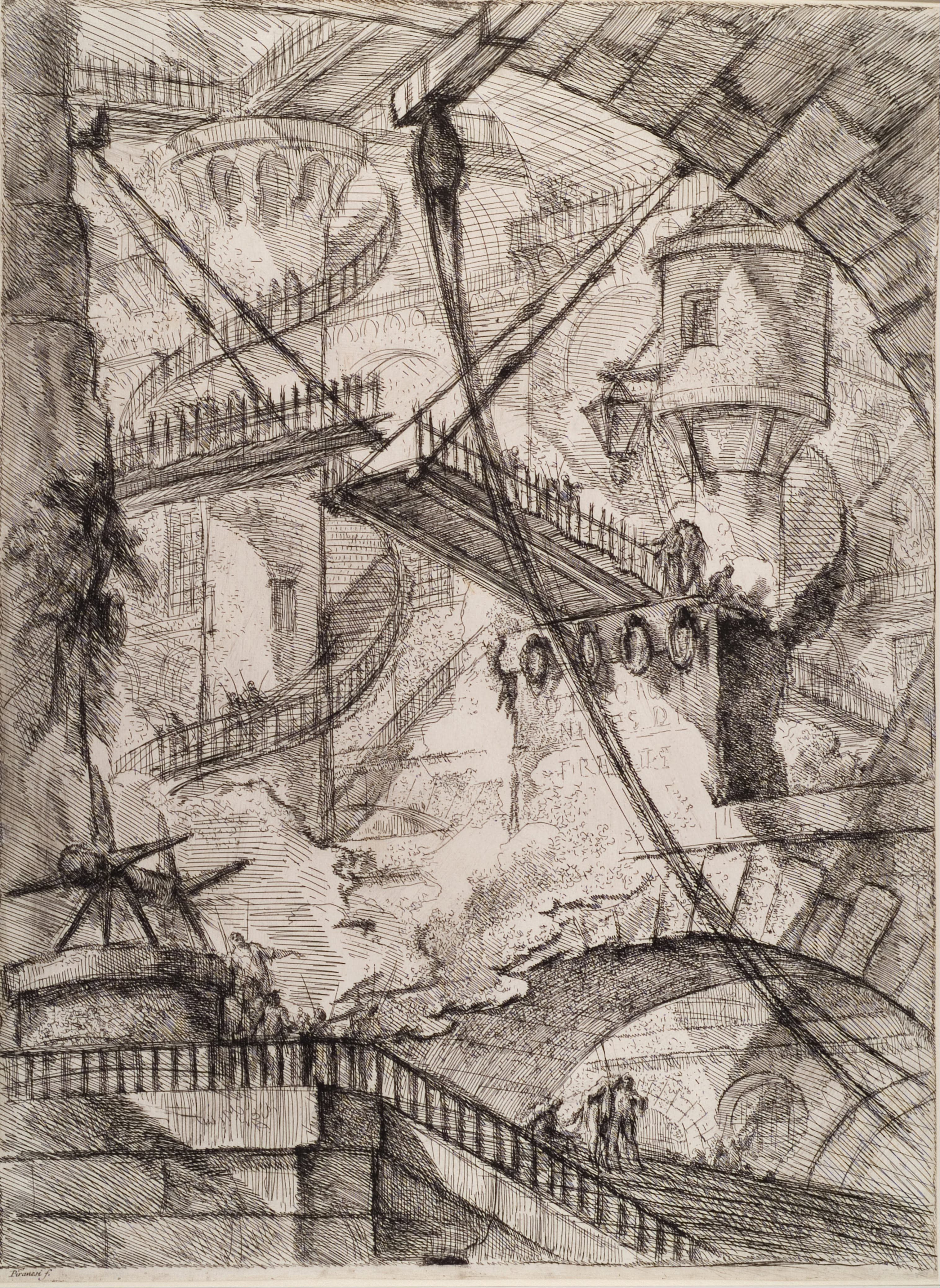
Antecedente delle fantastiche scale infinite di Escher: dalle Carceri di Piranesi, Tavola VII – Il ponte levatoio, 1745, ripreso nel 1761

## Teorie sulla verità

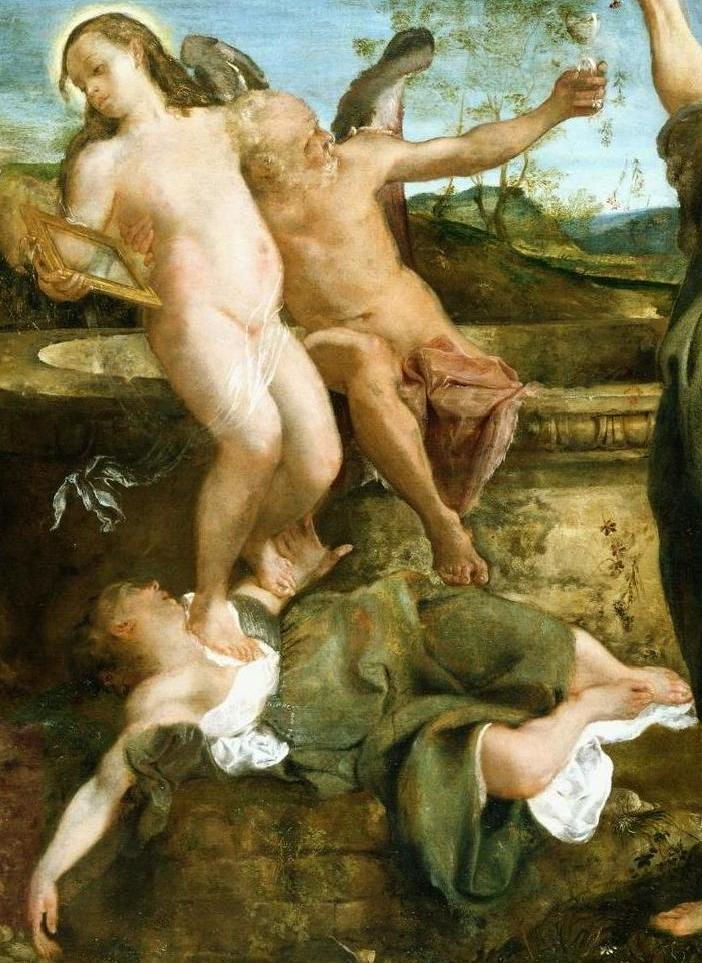
Particolare da Allegoria della Verità e del Tempo, dipinto di Annibale Carracci (1585)

La questione della verità insita in proposizioni, affermazioni, dichiarazioni, idee, convinzioni e giudizi rimanda alla necessità di individuarne i fondamenti. Per Parmenide la verità si fonda sull'indistinzione, o coincidenza, tra pensiero ed essere, tra logica e ontologia, che avrebbe contraddistinto tutto il pensiero antico: egli non attribuisce alla verità nessuna determinazione, appellandosi piuttosto al rigore logico che vede la verità rigorosamente contrapposta all'errore, per cui semplicemente l'«essere è», e il «non-essere non è».
(Karl Jaspers)
Le caratteristiche dell'eternità e dell'immobilità del vero-essere di Parmenide saranno le stesse alla base dell'idea di Platone. Per costui la caratteristica della verità in un discorso consiste nel «dire gli enti come sono», mentre la proprietà del falso è quella di «dire come non sono». Aristotele ne diede una definizione simile: «dire di ciò che è che non è, o di ciò che non è che è, è falso; dire di ciò che è che è, o di ciò che non è che non è, è vero».
Si è sostenuto in proposito il carattere tautologico di una verità così formulata, dato che nel sillogismo le premesse già contengono la deduzione. Ad ogni modo, sempre partendo dalla concezione di verità come identificazione immediata del pensiero nel suo oggetto, Aristotele è stato anche autore dell'opera di scomposizione della verità nei suoi aspetti analitici che va sotto il nome di Logica. In seguito, al tentativo di identificare ontologicamente la verità si verrà invece sostituendo il problema di stabilire un criterio per perseguirla: Epicuro la individua nella sensazione, mentre gli stoici nell'assenso catalettico.
Nell'ambito del Cristianesimo, Agostino d'Ippona trova il fondamento della verità nell'opera di illuminazione dell'anima da parte della Grazia divina. Se nella tradizione agostiniana, perpetuata da Anselmo d'Aosta, è dunque l'intelletto illuminato a fornire il criterio della verità, Tommaso d'Aquino lo rinviene piuttosto nell'oggetto da conoscere.
Nella filosofia moderna il problema gnoseologico degli strumenti di ricerca della verità diventa preponderante, soprattutto in Cartesio che individua nel cogito il metodo fondamentale per distinguere il vero dal falso; mentre Kant darà per scontata la verità preoccupandosi piuttosto delle possibilità di accesso alla verità.
Rifacendosi a Kant, Karl Popper distinguerà la verità dalla certezza, evidenziando la differenza tra la possibilità oggettiva di approdare alla verità, che può avvenire anche per caso, e la consapevolezza soggettiva di possederla, che invece non si ha mai.

### Tipi di teorie salde e deflazionarie
L'insieme delle teorie sulla verità proposte dai filosofi e dai logici possono essere raggruppate in due classi.
1. Le teorie che seguono hanno tutte in comune il presupposto che la verità è un concetto saldo e sicuro per la conoscenza (cosa che risulterà più chiara nel seguito):
  - La teoria corrispondentista vede la verità come corrispondenza con la realtà. Così, un'affermazione è vera solo quando trova conferma nelle cose presenti.
  - La teoria della coerenza vede la verità come coerenza (ovvero non contraddittorietà) all'interno di un certo insieme di affermazioni o, più spesso, di convinzioni. Per esempio, la convinzione di una certa persona è vera solo se è coerente con tutte (o con la maggior parte) delle altre sue convinzioni.
  - La teoria del consenso sostiene che la verità è ciò che mette d'accordo (nel presente o in un futuro prossimo) le opinioni di certi gruppi di persone specifici, quali ad esempio gli studiosi competenti in un certo ambito (come gli scienziati).
  - Il pragmatismo valuta la verità in base all'utilità delle conseguenze pratiche di una certa idea. Un'idea è vera, in altri termini, se – mediante le idee e gli atti che ci suscita – è capace di guidarci senza intoppi da un'esperienza ad un'altra.
  - Il costruttivismo sociale sostiene che la verità è costruita dai processi sociali, e che essa rappresenta la lotta di potere all'interno di una comunità.
2. Molti filosofi rifiutano l'idea che la verità sia un concetto "saldo" in questo senso. Essi sostengono che dire "2 + 2 = 4" è vera sia dire niente di più che 2 + 2 = 4, e che non c'è nient'altro da dire sulla verità oltre questo. Queste posizioni sono quasi universalmente chiamate teorie "deflazionarie" della verità (in quanto il concetto è stato "sgonfiato" della sua importanza) o anche teorie "senza virgolette" (per appuntare l'attenzione sul fatto che esse rimuovono le virgolette da ogni proposizione, come mostrato nell'esempio precedente). Il principale proposito teoretico di queste prospettive è di illustrare quei casi particolari nei quali emergono proprietà particolarmente interessanti del concetto di verità. (Vedere anche paradossi semantici e nel seguito). In questo insieme ricadono anche alcune varianti del pragmatismo, ed anche molti teorici della corrispondenza possono essere interpretati come appartenenti a questo campo.[7]

### Teorie specifiche
Ciascuna di queste può essere interpretata sia come definizione della natura fondamentale della verità, sia come criterio per la determinazione dei valori di verità. Così, ad esempio, un realista può definire la verità come la corrispondenza ai fatti, e concludere che l'unico modo valido per stabilire la verità di una proposizione è controllare se essa corrisponda o meno ai fatti.  In tal modo affermazioni fatte in lingue diverse, quali ad esempio (in inglese) The sky is blue e (in tedesco) Der Himmel ist blau (il cielo è blu) sono entrambe vere e, soprattutto, lo sono per lo stesso motivo, e cioè perché entrambe esprimono la stessa proposizione.
Un coerentista terrà per fermo che la verità o la falsità di una affermazione è determinata dalla sua coerenza all'interno del corpo delle conoscenze scientifiche condivise. Pierce ha proposto nei suoi ultimi scritti che la verità può essere definita come corrispondenza alla realtà, ma ricordando che la verità o la falsità di una proposizione può essere stabilita solo tramite l'accordo degli esperti.
La teoria semantica si fonda sul caso generale: 'P' è vera se e solo se P,
dove 'P' è il riferimento all'affermazione (ovvero, il nome di quell'affermazione), e P è l'affermazione stessa. Il suo inventore, il filosofo e logico Alfred Tarski, pensò che la teoria semantica, per diversi motivi, non potesse essere applicata a nessuna delle lingue naturali, quali ad esempio l'italiano.
Tarski pensò alla sua teoria come a una particolare teoria della corrispondenza, nella quale si suppone che il termine situato a destra corrisponda ai fatti. Ma egli è stato anche elaboratore e fondatore di una semantica della verità, basata su "modelli", per cui le condizioni del vero sono già implicate dalle componenti del discorso.
Le teorie deflazionarie, dopo Gottlob Frege e F. P. Ramsey, dichiarano inoltre che "verità" non è il nome di qualche proprietà delle proposizioni — qualche cosa circa la quale si possa avere una determinata teoria. La convinzione che la verità sia una proprietà è solo un'illusione provocata dal fatto che il nostro linguaggio dispone del predicato "è vero", in riferimento alle cose, proprio come se la verità appartenesse loro. Tuttavia, dicono i deflazionisti, le affermazioni che sembrano predicare la verità non fanno altro che segnalare una certa concordanza con l'affermazione stessa. Per esempio, la teoria della ridondanza sostiene che asserire che una certa affermazione è vera non è altro che asserire l'affermazione stessa. Quindi, dire "La neve è bianca" è vera non è né più né meno che dire che la neve è bianca. Un secondo esempio è portato dalla teoria performativa, che sostiene che dire "La neve è bianca" è vera consiste semplicemente nell'effettuare l'atto linguistico del segnalare la propria convinzione che la neve sia bianca. L'idea che alcune affermazioni siano più vere e proprie azioni che comunicazioni non è così strana come potrebbe sembrare. Si consideri, ad esempio, che quando la sposa dice "Lo voglio" al momento opportuno della cerimonia nuziale, ella effettua con ciò l'atto di prendere quest'uomo come suo legittimo sposo; ella quindi in tal caso non sta descrivendo sé stessa prendere quest'uomo. Un terzo tipo di teoria deflazionaria è la teoria "senza virgolette" che utilizza una variante dello schema di Tarski: dire che '"P" è vera' è come dire P.

## In filosofia e in teologia
(G. W. F. Hegel)

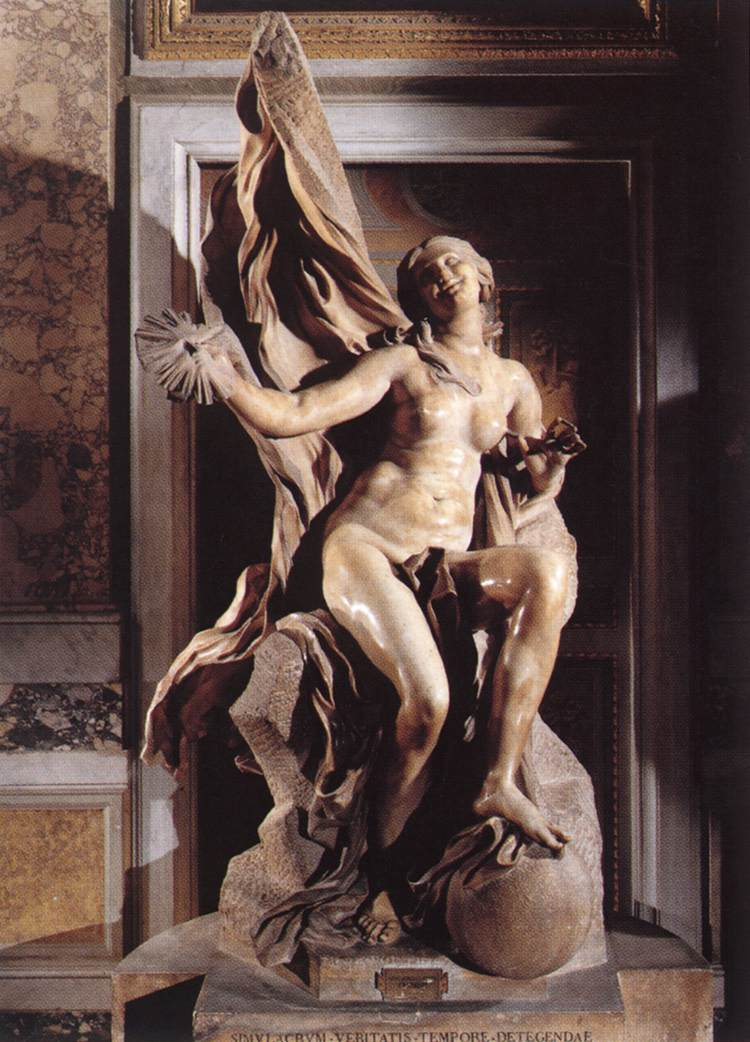
La Verità svelata dal Tempo, scultura di Gian Lorenzo Bernini (1650 circa)

Nello specifico, lo studio della verità attiene alla logica filosofica; ad essa si interessano particolarmente la metafisica, l'epistemologia, la gnoseologia, la filosofia della scienza e la filosofia del linguaggio.

### L'etimologia greca
L'esigenza di ricercare la verità fu un tratto caratteristico già della filosofia greca, che per prima sollevò il problema dell'essere, ossia di ciò che veramente è. Il termine greco utilizzato per indicare la verità era ἀλήθεια, alétheia, la cui etimologia, come ha messo in luce Heidegger, significa «non nascondimento», in quanto è composta da alfa privativo (α-) più λέθος, léthos, che vuol dire propriamente eliminazione dell'oscuramento, ovvero disvelamento. Doxa è invece la verità relativa dell'opinione comune che si forma in democrazia anche a seguito della persuasione retorica e non necessariamente come inferenza logica. La verità infatti era intesa non come una semplice realtà di fatto, ma come un atto dinamico, mai concluso, attraverso cui avviene la confutazione dell'errore e il riconoscimento del falso: non un pensiero statico e definito una volta per tutte, bensì movimento di rivelazione dell'essere.
Se i sofisti, da un lato, tendevano a relativizzare il concetto dell'essere sulla base di un soggettivismo e nichilismo radicali, fu con Socrate e il suo discepolo Platone che si ebbe una forte reazione a questa concezione, facendo della verità un bisogno fondamentale dell'anima, che si distingue nettamente dalle opinioni per la sua intrinseca validità e oggettività. Ne conseguì il carattere etico della verità.

Sarà poi con Aristotele che verranno fissati in maniera quasi scientifica i caratteri della verità; egli, ad esempio, giudicava erroneo il detto del sofista Protagora secondo cui «l'uomo è misura di tutte le cose», proprio perché privava la verità di coerenza logica e di qualunque criterio oggettivo. La verità si ha per lui quando l'intelletto giunge a coincidere con l'oggetto da conoscere, facendolo passare dalla potenza all'atto. Nella contemplazione fine a se stessa della verità risiede per Aristotele la felicità e lo scopo ultimo della conoscenza metafisica.
I diversi momenti dello scetticismo greco, sia quello che ha le sue origini in Pirrone e Timone, sia quello nato fra gli accademici Arcesilao e Carneade, mostrarono invece un atteggiamento negativo di fronte alle possibilità di conoscere la verità.

### Verità come criterio di se stessa
In ambito neoplatonico, Plotino concepì ancora la verità, ossia l'Uno da cui l'essere emana, non come un semplice dato di fatto, ma come un produrre se stessa, come un atto che si auto-avvalora in virtù della propria intrinseca forza e autenticità. Egli la assimilò alla luce: come questa si rende visibile agli occhi nel rendere loro possibile la visione degli oggetti sottraendoli all'oscurità, così la verità si rivela non per dimostrazione, ma per la sua stessa capacità di rivelare l'essere al pensiero, di farci distinguere quel che è da ciò che non è. Recuperando la tradizione neoplatonica, Spinoza dirà che la verità è criterio di se stessa, mentre il falso può essere riconosciuto solo a partire dalla verità: conoscere una verità significa anche sapere di conoscerla, e sapere al contempo che il falso le si oppone.

### La doppia verità
Nel Medioevo la verità divenne oggetto di indagine anche della filosofia islamica, incontrandosi con le nuove istanze sollevate dalle religioni rivelate. Sottoponendo a critica tutta la conoscenza, Averroè nel rifarsi ad Aristotele sottolineò come la percezione sensibile abbia bisogno dell'Intelletto Agente per elevarsi all'astrazione, senza il quale si producono saperi variabili da uomo a uomo. In soccorso deve quindi giungere la religione, che si affianca alla ricerca filosofica riservata invece a pochi. La doppia verità, concetto attribuito erroneamente ad Averroè, è in realtà una semplificazione della sua dottrina, che anzi ebbe presente come le verità di fede e di ragione debbano costituire un'unica sola verità, conoscibile dai più semplici tramite la rivelazione e i sentimenti, e dai filosofi cui spetta invece il compito di riflettere scientificamente sui dogmi religiosi presenti in forma allegorica nel Corano.
In Europa, tuttavia, la Chiesa cattolica romana inizialmente condannò quella che viene comunemente denominata teoria della "doppia verità", ovvero la teoria per la quale, sebbene certe verità possano essere stabilite dalla ragione, è necessario credere per fede al loro contrario.
La Chiesa si rivolgeva specificamente agli averroisti latini, in primo luogo Sigieri da Brabante, ma era intesa a contrastare più in generale la diffusione del pensiero di Aristotele, che la riconquista della Spagna ed il conseguente accesso alle biblioteche dei Mori avevano reintrodotto nel mondo intellettuale latino. A quel tempo, infatti, molte delle dottrine della Chiesa cattolica romana erano basate sul pensiero neoplatonico. Sarà con Tommaso d'Aquino che l'aristotelismo verrà definitivamente riabilitato all'interno del cristianesimo, sostenendo egli che le verità rivelate e quelle di ragione sono emanazione dello stesso Dio, e quindi non possono essere in contrasto tra loro.

### Nel Cristianesimo
Secondo la concezione specificamente cristiana della verità, questa non è assimilabile a un concetto, ma piuttosto è incarnata, e quindi rappresentata direttamente da una Persona: Gesù Cristo.
Tale visione è suffragata da diversi passi evangelici, ad esempio: «Allora Pilato gli disse: "Dunque tu sei re?". Rispose Gesù: "Tu lo dici; io sono re. Per questo io sono nato e per questo sono venuto nel mondo: per rendere testimonianza alla verità. Chiunque è dalla verità, ascolta la mia voce". Gli dice Pilato: "Che cos'è la verità?". E detto questo uscì di nuovo verso i Giudei e disse loro: "Io non trovo in lui nessuna colpa"» (Gv 18, 37 - 38). O ancora: «Gli disse Tommaso: "Signore, non sappiamo dove vai e come possiamo conoscere la via?". Gli disse Gesù: "Io sono la via, la verità, e la vita"» (Gv 14,6).
Il Catechismo della Chiesa cattolica afferma che:
«2466 In Gesù Cristo la verità di Dio si è manifestata interamente. “Pieno di grazia e di verità” (Gv 1,14), egli è la “luce del mondo” (Gv 8,12), egli è la Verità [Gv 14,6]. “Chiunque crede” in lui non rimane “nelle tenebre” (Gv 12,46). Il discepolo di Gesù rimane fedele alla sua parola, per conoscere la verità che fa liberi [Gv 8,32 ] e che santifica [Gv 17,17]. Seguire Gesù, è vivere dello “Spirito di verità” (Gv 14,17) che il Padre manda nel suo nome [Gv 14,26] e che guida alla verità tutta intera” (Gv 16,13). Ai suoi discepoli Gesù insegna l'amore incondizionato della verità: “Sia il vostro parlare sì, sì; no, no” (Mt 5,37)».
La teologia cristiana poi, appropriandosi di gran parte del patrimonio filosofico elaborato soprattutto da Socrate, Platone, Aristotele, Plotino, ha più volte sostenuto l'irriducibilità della nozione di "verità" a quella di "dimostrabilità". Alcuni tra i più importanti dottori della Chiesa, come Agostino, Anselmo d'Aosta, Tommaso, Bonaventura, Cusano, concepiscono la Verità come qualcosa di trascendente, ovvero situata al di là del percorso logico-dialettico che occorre intraprendere per approdarvi, e quindi afferrabile tramite un atto intuitivo che sfocia nella dimensione mistica dell'estasi. Una tale dimensione non si traduce comunque per costoro in un mero salto nell'irrazionale, quanto piuttosto nel sovra-razionale, in quella Verità assoluta che è Dio e in quanto tale sta a fondamento dell'ordine razionale dell'universo. La verità in definitiva viene intesa non come un oggetto o un'entità da possedere, bensì come Soggetto, da cui viceversa si viene posseduti.
La nozione cristiana della verità cominciò a entrare in crisi con l'avvento del pensiero moderno, ad opera dei tentativi di Cartesio da una parte, e dell'empirismo dall'altra (soprattutto George Berkeley e David Hume), di escludere dall'orizzonte della verità tutto ciò che non potesse essere dimostrato logicamente, o verificato sperimentalmente. Questa nuova concezione della verità sarà poi fatta propria in particolare dal positivismo ottocentesco.

### Novecento
Con il corso Dell'essenza della verità  del 1931/1932 Heidegger, interpretando Platone, passò dalla concezione della verità intesa come disvelamento a quella della verità intesa come correttezza di una proposizione.
Platone sarebbe divenuto il primo protagonista dell'"oblio dell'Essere" nella filosofia occidentale.

## In logica matematica
Alcuni risultati del matematico boemo Kurt Gödel possono essere interpretati, molto informalmente, nel senso che vi è una netta discrepanza tra verità e dimostrabilità o, più precisamente che, sotto certe ipotesi, non tutto ciò che è vero è dimostrabile. Gödel pubblicò il suo più famoso risultato nel 1931, all'età di 25 anni, quando lavorava presso l'Università di Vienna. Tale lavoro conteneva i famosi due Teoremi di incompletezza che da lui prendono il nome, secondo i quali: ogni sistema formale assiomatico ricorsivo e consistente (ossia privo di contraddizioni) S in grado di descrivere l'aritmetica dei numeri interi è dotato di proposizioni che non possono essere dimostrate né confutate sulla base degli assiomi di partenza (primo teorema) ed inoltre è insufficiente per provare la propria consistenza (secondo teorema). Parafrasando, se un sistema formale è logicamente coerente, la sua non contraddittorietà non può essere dimostrata né confutata stando all'interno del sistema logico stesso. In altre parole, ogni formula F' che esprime in S la consistenza di S stesso è non dimostrabile in S, per cui la non contraddittorietà di S non può essere dimostrata con i mezzi di S, ma si tratta di una non-contradditorietà tale che, paradossalmente, la sua consistenza o coerenza è tale proprio perché non può essere dimostrata.
Se infatti si associa anche una semantica al sistema formale S, soddisfacente le ipotesi sopra indicate, è possibile costruire in S delle formule F sintatticamente corrette che esprimono delle verità in S ma che sono indecidibili in S (sia F che non-F sono non dimostrabili in S). Infatti, una formula F' che esprima in S la consistenza di S stesso è da considerare intuitivamente vera, ma risulta non dimostrabile, per quanto detto sopra.
Filosoficamente ne consegue una distinzione profonda tra i concetti di verità (intuitiva) e risultato di una dimostrazione (formale), distinzione che si può immaginare dicendo che non tutte le verità sono dimostrabili o che una macchina infallibile che sforni una infinità di dimostrazioni non raggiungerà tutte le verità.
Dal punto di vista matematico, i concetti di verità e di dimostrabilità sono in partenza concettualmente molto distinti, perché il primo fa riferimento alla semantica, mentre il secondo si riferisce esclusivamente alla sintassi. Il teorema di Gödel mostra che, limitatamente all'ambito sopra indicato, questi concetti non potranno mai combaciare perfettamente, cioè che l'insieme delle formule intuitivamente "vere" non potrà mai coincidere con l'insieme delle formule dimostrabili.

## Verità di ragione e verità di fatto
Nell'ambito della logica matematica risale a Leibniz la distinzione tra le verità di ragione e le verità di fatto. Le verità di ragione sono, nella filosofia di Leibniz, le proposizioni necessarie e universali, individuate mediante l'uso di quella ragione comune a tutti gli uomini, caratterizzate dall'essere definite in base al principio di identità e di non contraddizione, tali per cui la loro negazione è falsa. Si tratta di giudizi analitici e a priori, in cui il predicato è già implicito nel soggetto come nella frase «Il triangolo ha tre angoli». Per questa caratteristica, le "verità di ragione" non sono estensive della conoscenza, non aggiungendo nulla di più rispetto alle premesse, ma d'altra parte hanno un rigore logico di necessità.
Le verità contingenti si fondano invece sul principio di ragion sufficiente, che fornisce cioè le ragioni sufficienti a spiegare un fatto ma non a dimostrarne la necessità. Quando ad esempio formulo il giudizio: «Colombo scoprì l'America» questa è una verità di fatto a posteriori: anche qui c'è un predicato connesso al soggetto ma in tal caso esso non è all'interno del soggetto stesso bensì nella realtà storica, nel fatto esterno (la scoperta dell'America).
Questo tipo di verità quindi sono estensive della conoscenza, ma non sono necessarie perché possono essere negate senza cadere in contraddizione: non hanno il rigore logico dei giudizi analitici, tant'è vero che se io fossi ignorante potrei dire tranquillamente «Colombo non scoprì l'America» senza per questo entrare in una contraddizione logica come accadeva per le verità di ragione. Il principio di ragion sufficiente, in definitiva, offre le ragioni per capire una verità di fatto, ma non per dimostrarne la necessità.
(Leibniz, Monadologia, XXXII)
Leibniz aggiungeva tuttavia che se avessi la capacità onnisciente, propria di Dio, di analizzare all'infinito il soggetto espresso nel giudizio delle verità di fatto - nel caso dell'esempio significa analizzare all'infinito la vita di Colombo - arriverei alla conclusione che "necessariamente" Colombo doveva scoprire l'America, essendo questo un destino inerente alla sostanza Colombo. Sul piano logico cioè le verità di fatto tendono a risolversi in una verità di ragione: la loro contingenza scompare e la fattualità si tramuta nell'attualità del pensiero.

## Nelle scienze sperimentali
Nell'ambito delle scienze sperimentali, cioè basate sul metodo scientifico, è considerata vera una teoria, un'ipotesi, un enunciato che è verificato sulla base dell'esperienza ovvero osservazioni dirette oppure attraverso un esperimento in laboratorio, falsa viceversa. Posizioni filosofiche in merito sono espresse all'interno dell'empirismo e del positivismo logico attraverso il verificazionismo.

### Soggettivo contro oggettivo
Le verità soggettive sono quelle con cui abbiamo maggiore familiarità ed anche quelle che sono utilizzabili per la vita reale. Il pragmatismo nasce su questa base e la veridicità di un asserto è misurabile dalla sua utilità. Il soggettivismo metafisico sostiene che non esiste nient'altro che tali verità, ovvero che non possiamo conoscere in alcun modo niente di diverso dal contenuto della nostra personale esperienza. Questa prospettiva non rifiuta necessariamente il realismo, ma sostiene fermamente che non possiamo avere alcuna conoscenza diretta del mondo reale.
Per contro si pensa che le verità oggettive esistano e che per esser tali debbano risultare indipendenti dalle nostre convinzioni e dai nostri gusti personali. Tali verità dovrebbero quindi prescindere dal pensiero umano e concernere direttamente gli oggetti del conoscere fuori da chi li pensa. In effetti il principio oggettivo è abbastanza equivoco e si presta alle più diverse interpretazioni, basti pensare a quanti ritengono che la matematica sia strutturale alla materia e ne fondi le leggi.

### Relativo contro assoluto
Le verità relative sono affermazioni o proposizioni che sono vere soltanto relativamente a certi standard, convenzioni o punti di vista. Tutti concordano sul fatto che la verità o falsità di alcune affermazioni sia relativa: che l'albero si trovi alla sinistra del cespuglio dipende dal posto in cui ci si trova. Ma il relativismo è la dottrina per la quale tutte le verità che ricadono in un particolare ambito (morale, estetico, e così via) sono relative, e ciò comporta che ciò che è vero o falso varia al variare delle epoche e delle culture. Per esempio, il relativismo morale è quella visione per la quale è la società a determinare le verità morali.
Le verità relative non possono essere confrontate con delle verità assolute. Le ultime sono infatti affermazioni che, per definizione, sono vere per tutte le epoche e le culture. Per esempio, per i musulmani l'affermazione Allah è grande esprime una verità assoluta; per gli economisti, che la legge della domanda e dell'offerta determini il valore di qualsiasi bene all'interno di una economia di mercato è vero in ogni situazione; per i kantiani, la massima morale "comportati in ogni circostanza come se la norma che dirige le tue azioni potesse essere elevata a legge universale" costituisce una verità assoluta. Si tratta di affermazioni che si pretende vengano fuori direttamente dalla più genuina natura dell'universo, da Dio, o da qualche realtà ultima o trascendente. Alcuni assolutisti, spingendosi ancora oltre, dichiarano che le dottrine che essi trattano come assolute emergano da certe caratteristiche universali della natura umana.
L'assolutismo all'interno di un particolare ambito di pensiero è quella prospettiva per la quale tutte le affermazioni in quel dominio sono o assolutamente vere o assolutamente false: niente è vero solo per alcune culture o epoche e falso per altre. Per esempio, l'assolutismo morale è quella prospettiva per la quale dichiarazioni morali quali "Uccidere è sbagliato" o "Amare è giusto" sono vere per tutti gli uomini presenti, passati e futuri, senza eccezioni.

## Nel diritto
Nella scienza e nel diritto la verità è riconosciuta in quelle proposizioni o affermazioni il cui contenuto non sia controvertibile.
Da un testimone che rende sotto giuramento la propria testimonianza verace in un tribunale non ci si aspetta l'enunciazione di proposizioni infallibilmente vere, ma la buona fede nel raccontare un evento osservato a partire dal proprio ricordo o nel fornire una testimonianza esperta. Ciò che un testimone verace afferma può differire (e sovente accade, nella pratica giudiziaria) da quanto affermato da altri testimoni, anch'essi veraci. Il giudice sarà poi responsabile di valutare l'attendibilità del testimone e la veracità della testimonianza.

### La verità nella logica
- Logica
- Logica modale
- Tabella della verità
- Valore di verità